# Beli Potok (Leskovac)
Beli Potok je naselje u gradu Leskovcu, Jablanički upravni okrug, Srbija. Prema popisu iz 2022. godine u Belom Potoku je živjelo 488 stanovnika.